# Меґуріне Лука
Меґуріне Лука (яп. 巡音ルカ, Megurine Ruka) — японська віртуальна співачка, створена компанією Crypton Future Media 30 січня 2009 року. Для синтезації її голосу використовується технологія семплювання живого вокалу, а саме програма Vocaloid компанії Yamaha Corporation. Голосовим донором послужила японська сейю Ю Асакава (яп. 浅川 悠, Asakawa Yū). Вперше була випущена на рушії Vocaloid 2, а 2015 року була перевипущена для Vocaloid 4. Завдяки технології лазерної 3D-голографії, вона дає живі концерти у виді проєкції разом із деякими іншими вокалоїдами. Багато пісень було створено використавши її вокал.

## Розвиток
Основним задумом Crypton Future Media було зробити двомовного вокалоїда і спочатку дана концепція призначалася для Хацуне Міку. Тим не менш, цю концепцію переглянули і новим двомовним вокалоїдом стала Меґуріне Лука, ставши 3-ю у серії Character Vocal, через що і отримала свою кодову назву «CV03».
Прізвище Луки складається з Меґурі (巡 — «поширяться всюди») і Не (音 — «звук»), у той час як ім'я Лука є сумішшю японського омоніма слова Нагаре (流 — «текти») і Ка (歌 — «пісня», або 香 — «аромат»). Разом виходить: «Та, що ллється немов аромати пісні з усього світу».

### Додаткове програмне забезпечення
Спочатку батьківська компанія Луки збиралася оновити її до розширення «Megurine Luka Append» для Vocaloid 2. Append Луки був використаний в альбомі Vocaloid Minzoku Chō Kyokushū (яп. VOCALOID民族調曲集) у пісні «Hoshizora to Yuki no Butōkai (Zeal mix)». У промо-альбому Vocalo Append використовується бета-версія «Soft» Append'у Луки. 1 грудня 2011 було оголошено про відмову цих вокалів на користь виробництва Vocaloid 3. В черговий раз не відбулося її оновлення й у Vocaloid 3. Протягом короткого періоду її сайт щодо V3 виріс та перерахував войсбанки, що створювались для неї: Japanese (Японський), Power (Потужний), Soft (М'який), Cute (Милий), Whisper (Шепіт), Closed (Замкнутий) та English (Англійський).
19 березня 2015 року була розроблена нова версія Луки для Vocaloid 4 під назвою Megurine Лука V4X, в яку входили 6 войсбанків: 4 японською і 2 англійською мовами. Японськими голосовими бібліотеками є «Hard (Жорсткий)», «Soft (М'який)», «Hard EVEC» і «Soft EVEC», а войсбанки англійською мовою отримали назви «Straight (Прямий)» і «Soft (М'який)». Японський вокал «Жорсткий EVEC» та «М'який EVEC» використовують нові «EVEC» системи для Piapro studio, в яких допускається делікатне коригування фонетичних звуків, щоб змінити відтворення звуку. «Відтінки» EVEC'а для Луки: «power 1», «power 2», «native (рідний)», «whisper», «dark (темний)», «husky (хрипкий)», «soft», «falsetto (фальцет)» та «cute». Усім 4 японським войсбанкам був додана нова система «Cross-Synthesis (Крос-синтезу)» («XSY») для Vocaloid 4 укупно, а два англійські вокала могли бути синтезовані також один з одним.

## Маркетинг
Незважаючи на включення англійської мови у її войсбанк (вокальну бібліотеку), Лука не була розрахована для широкої аудиторії, а зосереджувалася в першу чергу на японських користувачів. У 2010 році Лука стала 3-м найпопулярнішим Vocaloid-продуктом Crypton'a за продажем. У жовтні 2013 року, програмне забезпечення Луки зникло з діаграми найкращих 10 продуктів, як і Hatsune Miku V3, та її бандл зірвав графік рейтингу. А в результаті релізу KAITO V3, Лука зійшла до 6-го місця за період 2013 року, але це був не останній раз, коли Лука зникала з чартів. Після цього «падіння», вона почала обживатися знову і стала займати ті ж місця в чартах, що були раніше зайняті пакетом KAITO V1 (6—8 місця), поставивши популярність продукту нарівні зі старішими продуктами. Після релізу MEIKO V3, Лука стала єдиним представником Vocaloid 2, що залишався на графіках, утримуючись на 5-му місці. Однак, вокалоїди «другого покоління» були практично відсутні у рейтингу за квітень 2014 року. До середини 2014 року, вона і пакет Kagamine Rin\Len V2 не мали постійного місця у рейтингах та постійно вилучались з чартів продажу Crypton Future Media. У березні 2015 року пакет Megurine Лука V4x зайняв 1 місце по продажах всіх цифрових інструментів на Big Fish Audio. Незабаром після її пакета V4x, вона зайняла вершину рейтингу продажів і залишалася там протягом квітня 2015 року. Після оновлення офіційного сайту 1-го травня, Лука опинилась на 3-му місці позаду Hatsune Miku V3.

## Характеристики
За словами ілюстратора КЕІ, який був запрошений Crypton'ом для її створення, через її двомовну вокальну бібліотеку, її дизайн був створений навмисно асиметричним, щоб підкреслити різноманітність її вокалу, тому з різних сторін вона виглядатиме по-різному. На відміну від попередніх маскотів серії, її одяг не заснований на шкільній формі. Її зовнішність базувалась на «Yamaha VL1 VL-1», створивши свого роду гуманізацію цього синтезатора. Задум зробити вокалоїда, який би представляв минуле, виразилася в її старомодній елегантній сукні, а як контраст символ «∞» на шиї означає «звук навколо». Дизайн також включає у себе дерев'яні і мідні музичні інструменти. Золотий завиток на грудях імітує частини мідних духових інструментів. Блакитний камінь на шиї символізує вологу у повітрі й дощі.
| Ім'я                              | Меґуріне Лука / 巡音ルカ                      |
| Реліз                             | 30 січня 2009 року                            |
| Вік                               | 20 років                                      |
| Висота                            | 162 см/5 фут 4 дюйм                           |
| Вага                              | 45 кг/99 фунт                                 |
| Рекомендовані жанри               | J-поп, танцювальна, електроніка               |
| Рекомендований темп вокалу        | 65-145bpm (V2), 50-170bpm (V4X)               |
| Рекомендований вокальний діапазон | D3-D5 (V2), E2-F4 (V4X JPN), G#2-C4 (V4X ENG) |

## Популярність
Лука використовує в більш ніж 210 пісень, а одна з її пісень під назвою «ダブルラリアット (яп. Double Lariat)» від Agoaniki-Р, є одною з її найпопулярніших пісень із майже 6 мільйонів переглядів на Nico Nico Douga.